# 明菜
『明菜』（あきな）は、日本の歌手中森明菜の25枚目のスタジオ・アルバム。このアルバムは2017年11月8日にユニバーサルミュージックジャパン（歌姫レコーズ/ユニバーサルJレーベル〈現：ポリドールレーベル〉）よりリリースされた (CD通常盤: UPCH-2140 , CD初回限定盤: UPCH-7366)。

## 背景と構成
2015年12月発売の前作『FIXER』以来、約2年ぶりとなる通算25作目のスタジオ・アルバム。デビュー35周年の記念作として、カバー・アルバム『Cage』と2作同時リリースされた。通常盤(CD: UPCH-2140)、初回限定盤(CD+本人ビジュアル2018年カレンダー: UPCH-7366)の2種類で発売され、各仕様の初回プレス分のみの特典として「AKINA NAKAMORI DINNER SHOW 2017 CLUB NIGHT」の応募券が封入された。

## チャート成績
このアルバムは初週約0.7万枚を売り上げ、2017年11月20日付のオリコン週間アルバムチャートで最高順位となる9位を記録した。 この週間チャートでは本作と同時リリースされたカバー・アルバム『Cage』も8位を記録、2作同時TOP10入りを果たした。同チャートには、計6週に渡ってランクインしている。

## 収録曲
| #         | タイトル                                          | 作詞       | 作曲       | 編曲             | 時間  |
| --------- | ------------------------------------------------- | ---------- | ---------- | ---------------- | ----- |
| 1.        | 「メリークリスマス -雪の雫-」                     | miran      | koshin     | 清水俊也         | 4:34  |
| 2.        | 「Amar es creer」                                 | 新屋豊     | 新屋豊     | 新屋豊           | 3:57  |
| 3.        | 「雨音」                                          | 佐々木詩織 | 宗本康兵   | 宗本康兵         | 4:24  |
| 4.        | 「まぼろし」                                      | 大石由梨香 | 大石由梨香 | 井上慎二郎       | 4:44  |
| 5.        | 「La.La.Bye」                                     | 小林夕夏   | 宗本康兵   | 宗本康兵         | 4:51  |
| 6.        | 「Amore」                                         | Carlos K.  | Carlos K.  | Carlos K.        | 4:38  |
| 7.        | 「ひらり -SAKURA- (明菜version)」                 | 新藤晴一   | 宗本康兵   | 宗本康兵         | 5:13  |
| 8.        | 「fate ～運命のひと～」                           | 水樹恵也   | koshin     | 清水俊也, koshin | 3:39  |
| 9.        | 「メリークリスマス -雪の雫- (オルゴールversion)」 |            | koshin     |                  | 3:15  |
| 合計時間: | 合計時間:                                         | 合計時間:  | 合計時間:  | 合計時間:        | 39:18 |

## クレジット
『明菜』のライナー・ノーツより
| 参加ミュージシャン - koshin：programming (M-1) - 今野均 Strings：strings (M-1、8) - 新屋豊：programming (M-2) - 宗本康兵：programming (M-3、5、7) - 渡辺祐太：guitar (M-3、5) - 佐々木詩織：chorus (M-3) - 大石由梨香：chorus (M-4) - 岩丸正：all instruments (M-4) - 門脇大輔 String：strings (M-5) - 早川純：bandoneon (M-5) - Ayasa：violin (M-6) - Carlos K：programming (M-6) - 山口隆志：guitar (M-6) - 清水俊也：programming (M-8、9) | スタッフ - レコーディング & ミキシング・エンジニア：Rick Anderson - マスタリング・エンジニア：Shigeki Fujino (UNIVERSAL MUSIC LLC) - アート・ディレクション：Sai Hoshide、Mutsumi Kikuchi、Lem Szuchin (A5) - フォトグラファー：Michael Freeman - スタイリング：Wendy Turner - アートワーク・コーディネーション：Midori Shimizu (UNIVERSAL MUSIC LLC) - A&R：Max Seaman - アーティスト・プロモーション：Kazumasa Takase、Nahoko Matsubayashi、Tetsuya Nakamura (UNIVERSAL J) - セールス・プロモーション：Naoko Iwasaki (UNIVERSAK MUSIC LLC) - Label Head：Junichi Mori (UNIVERSAL MUSIC LLC) - エグセグティブ・プロデューサー：Naoshi Fujikura (UNIVERSAL MUSIC LLC)、Masahiro Kazumoto (UNIVERSAL J) - エグセグティブ・プロデューサー & ディレクター：Don Flamingo |

## リリース履歴
| 発売日         | レーベル                 | 規格 | 品番      | 備考                                       |
| -------------- | ------------------------ | ---- | --------- | ------------------------------------------ |
| 2017年11月8日  | ユニバーサルJ            | CD   | UPCH-2140 | 通常盤                                     |
| 2017年11月8日  | ユニバーサルJ            | CD   | UPCH-7366 | 初回限定盤、2018年オリジナルカレンダー封入 |
| 2023年5月31日  | ユニバーサルJ            | CD   | UPCY-7844 | スペシャルプライス再発盤                   |
| 2023年12月13日 | ユニバーサルミュージック | LP   | UPJY-9354 | 初アナログLP化、限定盤                     |